# フェモラリスオニツヤクワガタ
フェモラリスオニツヤクワガタ（Odontolabis femoralis）は、クワガタムシ科ツヤクワガタ属に分類されるクワガタムシの一種。種小名のfemoは「赤」をralisは「水牛」を意味する。
古い図鑑の和名ではアカアシオニツヤクワガタ（赤脚鬼艶鍬形虫）とも呼ばれる。

## 分布
東南アジアのマレー半島やスマトラ島に生息し、高山地帯の熱帯雨林帯を住処にする。

## 形態
大型のツヤクワガタでオスの体長は小型で42mm、大型で90mm近くに達し、最大で95mmを越えるサイズになる。前羽の色は生きている時は黄色がかったオレンジ色で、中央の展開部分が黒くなっており、死後は黄色味がなくなる。脚部分が赤い事も和名の由来となっているが、アカアシクワガタと違い、体の基部と脚の一部ではなく、脚部全体の色が赤くなっている。頭部と胸部の色は赤みがかった黒。
オスは頭部が横幅があって大きく、大顎の力も強い。体長では負けても、横幅ではツヤクワガタ最大種のアルケスツヤクワガタにも匹敵する。長歯型と短歯型があり、先端部が二又に分かれ、その後に一対の大きな、基部に一対の小さな内歯が発達する。中型や小型個体で短歯型は左右の顎形状が違う個体もいる。
メスの羽はオスと違い、中央の黒い部分がより太くなって大きくなり、三角模様となっていて、一見すると近似種のワラストンツヤクワガタ (O. wallastoni)や、ラコダールツヤクワガタ (O. lacodairei) 等の、同じように羽根が黄色いツヤクワガタ類と見分けが付きにくい。

## 亜種
原名亜種のO. f. femoralisがマレー半島・スマトラ島に産する。
別亜種のO. f. waterstradtiがカリマンタン島に生息。
フィリピンのパラワン島にはO. f. palawanicusが確認され、珍種となっている。

## 生態
成虫の寿命は一年近くになる。
夜行性だが、昼間にも活動し、ジャングルのロダンなどの樹液や、エノキ科などの高木の枝を傷つけて樹液や果実の蜜を吸う。オスは大顎で他のオス個体や、他種クワガタやカブトムシ類と戦う。
メスはジャングルの朽ち木の下の腐植土に産卵し、幼虫は一年半ほど腐植土を食べ、その腐植土内に部屋上の空間を作りながら成長する。

## 飼育
ツヤクワガタの中では一般向けによく売られている種だが、原名亜種のO. f. femoralis以外の種は殆ど店頭には出回らない。
飼育は成虫は比較的簡単で、高温に注意しておけばよいが、闘争心が非常に強いので、ペアリングにはやや注意を要する。幼虫も低温飼育が効果的。
色彩の派手さと大きさの迫力から、一般的にツヤクワガタ類の中でも人気が高い種となっている。